# Olmecas
Olmecas é a designação do povo e da civilização que estiveram na origem da antiga cultura pré-colombiana da Mesoamérica e que se desenvolveram nas regiões tropicais do centro-sul do atual México durante o pré-clássico, próximo de onde hoje estão localizados os estados mexicanos de Veracruz e Tabasco, no Istmo de Tehuantepec, numa zona designada área nuclear olmeca.
A cultura olmeca floresceu nesta região aproximadamente entre 1500 e 400 a.C. e crê-se que tenha sido a civilização-mãe de todas as  civilizações mesoamericanas que se desenvolveram posteriormente. No entanto, desconhece-se a sua exata filiação étnica, ainda que existam numerosas hipóteses colocadas para tentar resolver esta questão. O etnónimo olmeca foi cunhado pelos arqueólogos do século XX, e não devem confundir-se com os muito posteriores olmecas-xicalancas que ocuparam vários locais do México central, como Cacaxtla.
Apesar de ser considerada há muito a civilização-mãe de todas as culturas mesoamericanas que lhe são posteriores, não está ainda claro qual foi o processo que deu origem ao estilo artístico nem se os seus traços culturais característicos foram inicialmente desenvolvidos na Área Nuclear Olmeca (Área Olmeca). Sabe-se que pelo menos alguns desses traços podem ter aparecido inicialmente em Chiapas ou nos Vales Centrais de Oaxaca. Uma das questões que se mantém em aberto é porquê da existência de numerosos sítios olmecas na região da depressão do Balsas, em Guerreiro.
Contudo, qualquer que tenha sido a origem da cultura olmeca, a rede de trocas comerciais por ela estabelecida com várias regiões da Mesoamérica fez com que a sua influência cultural se tenha estendido muito além da Área Olmeca, como indicam trabalhos de arte olmeca encontrados em Chiapas, Guerrero, Oaxaca, Vale do México e até no atual El Salvador. Entre os vestígios culturais desta influência encontram-se o culto das montanhas e das cavernas, o culto da Serpente Emplumada como deidade associada à agricultura, o simbolismo religioso do jade, além do próprio estilo artístico reelaborado nos séculos que se seguiram ao declínio dos principais centros urbanos olmecas.

## Etimologia
O nome "olmeca" significa "povo de borracha" em náuatle, a língua dos astecas, e era o nome asteca para o povo que vivia na zona da área nuclear olmeca nos séculos XV e XVI, cerca de 2000 anos após o desaparecimento do que conhecemos como cultura olmeca. O termo "povo de borracha" remete para a antiga prática, utilizada desde os olmecas até aos astecas, de extrair látex da Castilla elastica, uma árvore da borracha da região. A seiva de uma trepadeira local (Ipomoea alba), era então adicionada ao látex para formar borracha pelo menos desde o século XVI a.C.. Não se sabe como se autodenominavam os olmecas; alguns relatos mesoamericanas posteriores parecem referir-se aos antigos olmecas como "Tamoanchan". Outro termo às vezes utilizado para descrever a cultura olmeca é tenocelome, que significa "boca do jaguar".

## História
A área nuclear olmeca é a região nas planícies do Golfo do México onde se expandiu após o desenvolvimento inicial em Soconusco, Veracruz. Esta área é caracterizada por planícies pantanosas pontuadas por colinas baixas, cristas e vulcões. A Sierra de los Tuxtlas se eleva acentuadamente no norte, ao longo da Baía de Campeche, no Golfo do México. Aqui, os olmecas construíram complexos de cidade-templo permanentes em San Lorenzo Tenochtitlán, La Venta, Tres Zapotes e Laguna de los Cerros. Nesta região, a primeira civilização mesoamericana emergiu e reinou a partir de c. 1400-400 a.C..

### Origens

Área nuclear olmeca

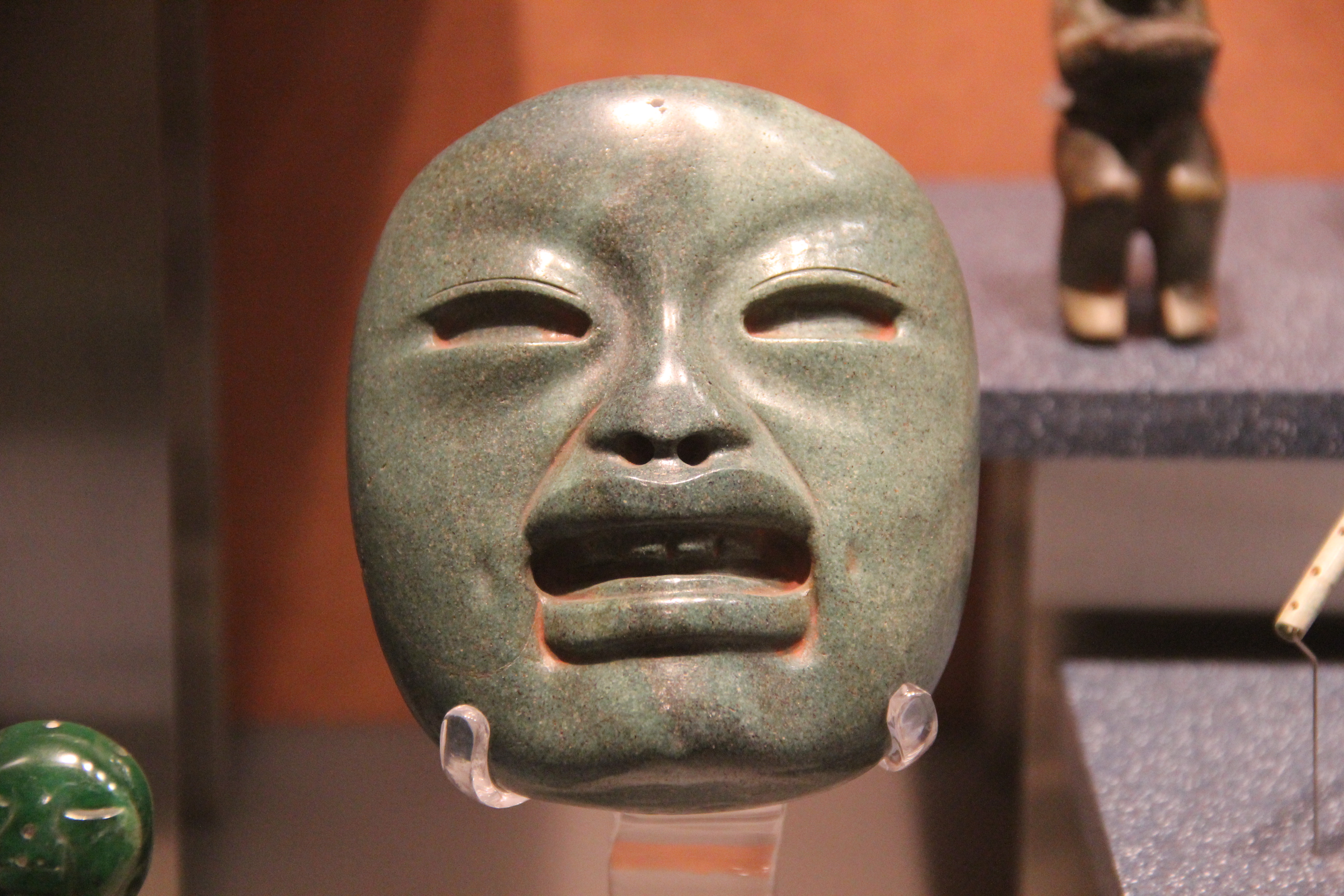
Uma máscara de pedra olmeca

Os primórdios da civilização olmeca foram tradicionalmente situados entre 1400 e 1200 a.C.. Descobertas anteriores de vestígios olmecas depositados ritualmente no santuário El Manatí perto dos sítios arqueológicos triplos conhecidos coletivamente como San Lorenzo Tenochtitlán moveram isso de volta para "pelo menos" entre 1600 a.C.-1500 a.C.. Parece que os olmecas tiveram suas raízes nas primeiras culturas agrícolas de Tabasco, que começaram entre 5100 a.C. e 4600 a.C.. Estes compartilhavam os mesmos cultivos alimentares básicos e tecnologias da civilização olmeca posterior.
O que hoje é chamado de olmeca apareceu pela primeira vez totalmente em San Lorenzo Tenochtitlán, onde características olmecas distintas ocorreram por volta de 1400 a.C.. O surgimento da civilização foi auxiliado pela ecologia local de solos aluviais bem irrigados, bem como pela rede de transporte fornecida pela bacia do rio Coatzacoalcos. Esse ambiente pode ser comparado ao de outros centros antigos da civilização: os vales do Nilo, do Indo e dos rios Amarelo e da Mesopotâmia. Este ambiente altamente produtivo encorajou uma população densamente concentrada, o que por sua vez desencadeou o surgimento de uma elite, que criou a demanda pela produção de artefatos de luxo simbólicos e sofisticados que definem a cultura olmeca. Muitos desses artefatos eram feitos de materiais como jade, obsidiana e magnetita, que vinham de locais distantes e sugerem que as primeiras elites olmecas tinham acesso a uma extensa rede de comércio na Mesoamérica. A fonte do jade mais valorizado foi o vale do rio Motagua no leste da Guatemala e a obsidiana olmeca foi rastreada até as fontes nas montanhas da Guatemala, como El Chayal e San Martín Jilotepeque, ou em Puebla, distâncias que variam de 200 a 400 km (120–250 milhas) de distância, respectivamente.
O estado de Guerrero e, em particular, sua cultura mezcala, parecem ter desempenhado um papel importante na história inicial da cultura olmeca. Artefatos de estilo olmeca tendem a aparecer mais cedo em algumas partes de Guerrero do que na área de Veracruz-Tabasco. Em particular, os objetos relevantes do sítio arqueológico de Amuco-Abelino em Guerrero revelam datações de 1530 a.C..

### La Venta

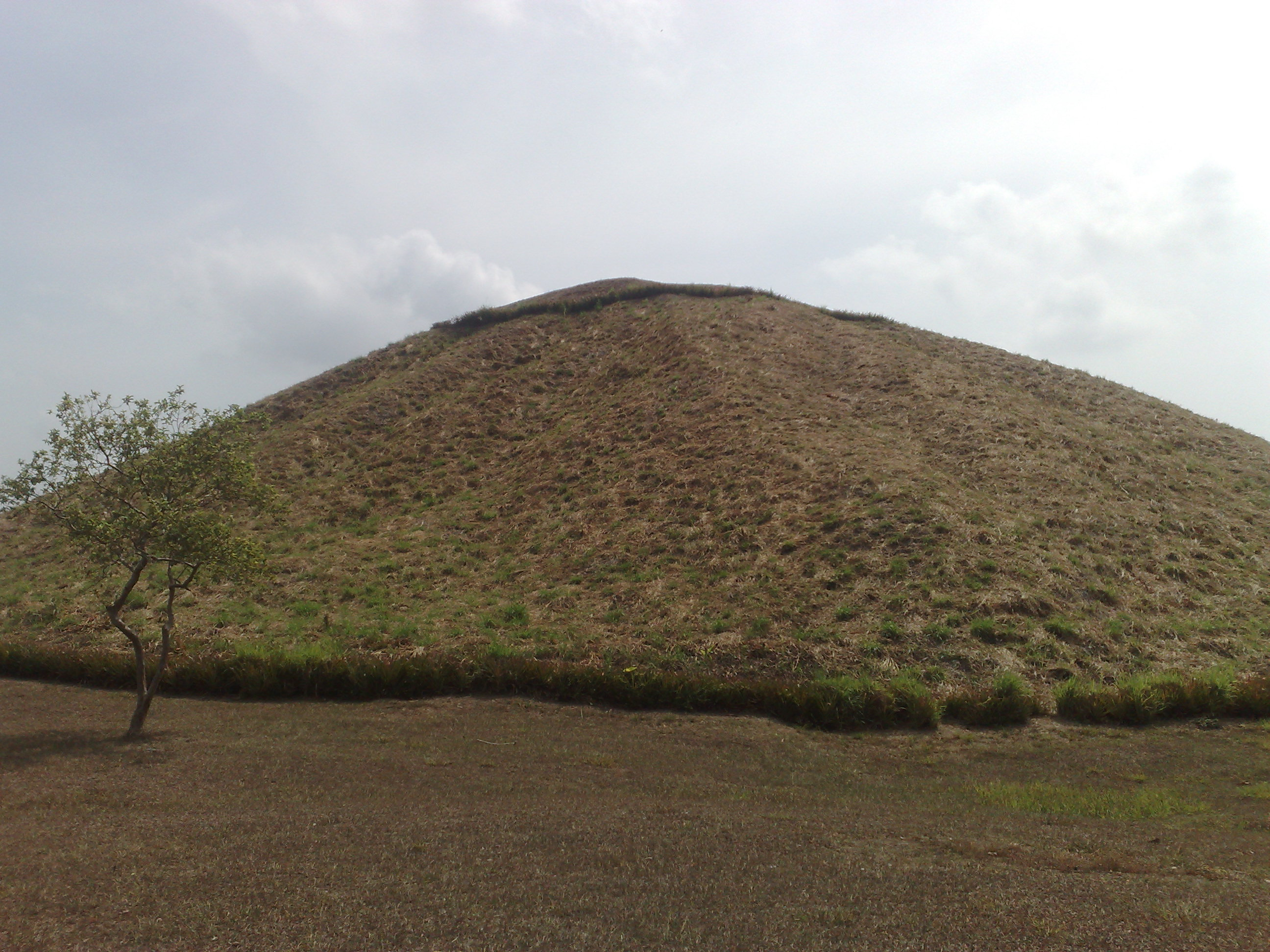
Grande pirâmide de La Venta

O primeiro centro olmeca, San Lorenzo, foi abandonado quase totalmente por volta de 900 a.C., praticamente ao mesmo tempo que ocorreu o florescimento de La Venta. Mudanças ambientais poderão ter estado na origem desta mudança, como a alteração dos cursos de alguns rios importantes que ocorreu por esta altura. A destruição quase total de muitos dos monumentos de San Lorenzo, ocorreu também neste período, cerca de 950 a.C., o que pode indicar uma sublevação interna, ou menos provavelmente, uma invasão. Após o declínio de San Lorenzo, La Venta tornou-se o principal centro olmeca, desde 900 a.C. até ao seu abandono por volta de 400 a.C.. Durante este período foram ali erigidos vários complexos cerimoniais, entre os quais a Grande Pirâmide.

### Declínio
Não se sabe com clareza o que provocou a eventual extinção da cultura olmeca. Sabe-se que entre 400 e 350 a.C., a população da porção oriental da Área Nuclear Olmeca decresceu fortemente, e esta área manter-se-ia pouco habitada até ao século XIX. Esta perda de população parece ter sido originada por fatores ambientais: talvez resultado de mudanças nos cursos de rios importantes, ou do seu assoreamento devido às práticas de cultivo.
Qualquer que tenha sido a causa, poucos séculos após o abandono das últimas cidades olmecas, haviam-se estabelecido firmente culturas sucessoras. O sítio de Tres Zapotes, na orla ocidental da Área Nuclear, continuaria a ser ocupado bem para além de 400 a.C., mas sem os traços típicos da cultura olmeca. Esta cultura pós-olmeca, frequentemente designada epiolmeca, tem características semelhantes às encontradas em Izapa.

## Sociedade
Como a primeira das civilizações da Mesoamérica, os olmecas são creditados, ou especulativamente creditados, com muitas criações, incluindo o jogo de bola mesoamericano, sangria sacrificial e talvez sacrifícios humanos, escrita e epigrafia, e as invenções do zero e do calendário mesoamericano. A sua organização política baseada em reinos de cidades-estado fortemente hierarquizados foi imitada por praticamente todas as civilizações mexicanas e centroamericanas que se lhes seguiram. Alguns, como o historiador de arte Miguel Covarrubias, postulam mesmo que os olmecas terão criado os antecessores de muitas das divindades mesoamericanas mais tardias.

### Influência regional

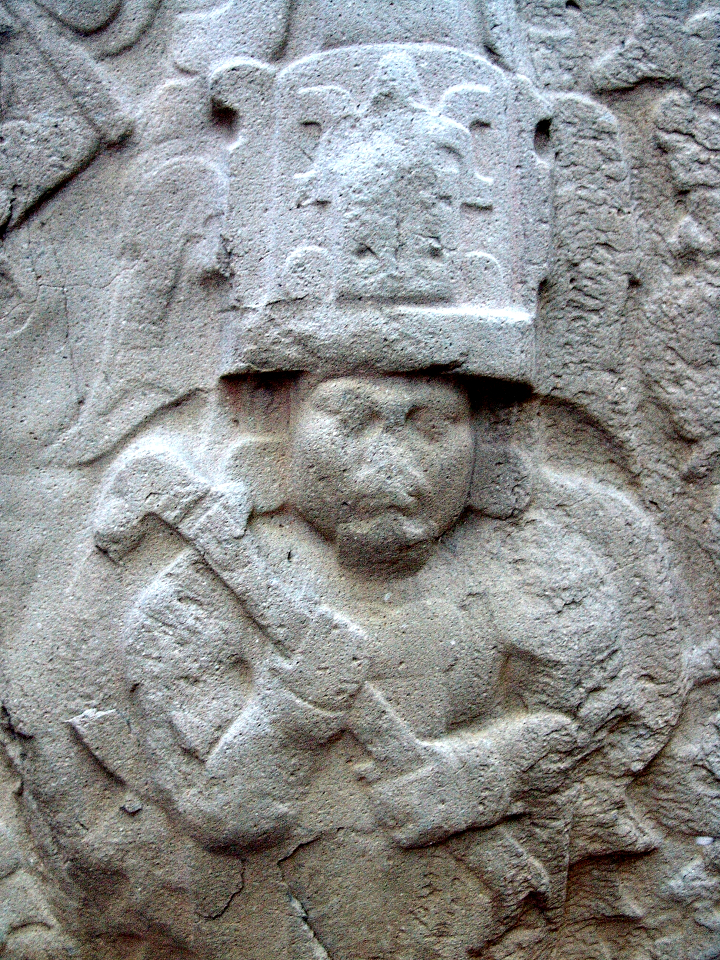
Relevo de um rei olmeca em La Venta

Artefactos, desenhos, figuras, monumentos e iconografia de estilo olmeca foram encontrados nos registos arqueológicos de locais situados a centenas de quilómetros da área nuclear olmeca. Entre eles incluem-se: Tlatilco e Tlapacoya, principais centros da cultura de Tlatilco no vale do México, onde os artefactos incluem figuras ocas do tipo cara-de-bebé e cerâmica com desenhos olmecas; Chalcatzingo, no vale de Morelos, com arte rupestre e monumental bem como figuras de estilo olmeca; Teopantecuanitlan, em Guerrero, com arte monumental e desenho urbano com características distintamente olmecas. Outros sítios mostrando possível influência olmeca incluem Abaj Takalik na Guatemala e Zazacatla em Morelos. As pinturas nas cavernas de Juxtlahuaca e Oxtotitlan são atribuídas pela maioria dos investigadores aos olmecas.
Têm sido avançadas muitas teorias para explicar a ocorrência de influências olmecas muito para lá da sua área nuclear, incluindo o comércio de longa distância por mercadores olmecas, a colonização olmeca de outras regiões, viagens de artesãos olmecas a outras cidades, imitação consciente dos estilos artísticos olmecas por povoados em desenvolvimento - existe até quem defenda que os olmecas dominavam militarmente os territórios em redor da área nuclear ou ainda que a iconografia olmeca ter-se-á desenvolvido fora da área nuclear. A interpretação geralmente aceite, mas de forma alguma unânime, é a de que os artefatos de estilo olmeca, de qualquer tamanho, tornaram-se associados com o estatuto de elite e foram adoptados por caciques não-olmecas numa tentativa de consolidarem as suas lideranças.

### Escrita

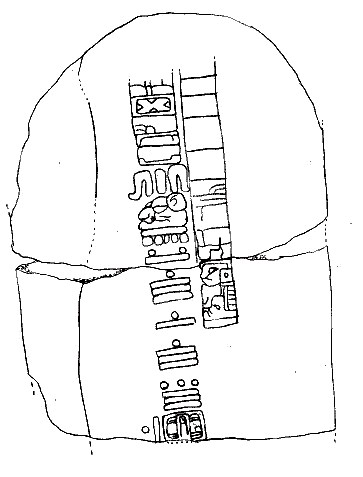
A face traseira da estela C de Tres Zapotes, a segunda data mais antiga escrita segundo a contagem longa que se conhece. Os glifos em redor da data são o que se julga ser um dos poucos exemplares sobreviventes de escrita epiolmeca.

Os olmecas poderão ter sido a primeira civilização do hemisfério ocidental a desenvolver um sistema de escrita. Símbolos descobertos em 2002 e 2006 foram datados de 650 a.C. e 900 a.C. respectivamente, precedendo a mais antiga escrita zapoteca datada de 500 a.C..
A descoberta de 2002 no sítio arqueológico de San Andrés, em Tabasco, mostra uma ave, rolos de discurso, e glifos semelhantes aos hieroglifos maias posteriores. Conhecida como o bloco de Cascajal, a descoberta de 2006 feita num local próximo de San Lorenzo, mostra um conjunto de 62 símbolos, 28 dos quais são únicos, gravados num bloco de serpentina. Um grande número de arqueólogos proeminentes considerou que esta descoberta será "a mais antiga escrita pré-colombiana". Outros permanecem cépticos por causa da singularidade desta pedra, que está no facto de ter sido removida de qualquer contexto arqueológico, e porque não apresenta qualquer semelhança aparente com qualquer outro sistema de escrita mesoamericano.

### Etnicidade e língua
Enquanto a verdadeira etnicidade dos olmecas permanece desconhecida, várias hipóteses têm sido consideradas. Em 1976, Lyle Campbell e Terrence Kaufman publicaram um artigo em que sugeriam existir um número importante de palavras de empréstimo que ter-se-ão aparentemente disseminado a partir de uma língua mixe-zoque para outras línguas mesoamericanas. Campbell e Kaufman propõem também que estes empréstimos linguísticos podem ser vistos como um indicador de que os olmecas, a primeira "sociedade altamente civilizada" da Mesoamérica, falavam uma língua que é um ancestral das línguas mixe-zoque, e de que terão disseminado um vocabulário específico da sua cultura entre os outros povos da Mesoamérica.
Uma vez que as línguas mixe-zoque ainda são, e historicamente sabe-se que foram, faladas numa área correspondendo aproximadamente à área nuclear olmeca, e dado que a cultura olmeca é actual e geralmente vista como a primeira "alta cultura" da Mesoamérica, tem sido geralmente admitida como provável a ideia de os olmecas terem falado uma língua mixe-zoque.

### Calendário, conceito de zero e bússola
O calendário de contagem longa utilizado por muitas das civilizações mesoamericanas subsequentes, bem como o conceito de zero, poderão ter sido criados pelos olmecas. Uma vez que os seis artefactos com as mais antigas datas segundo o calendário de contagem longa foram todos descobertos fora da região maia, é provável que este calendário seja mais antigo que a civilização maia e possivelmente uma invenção olmeca. De facto, três destes artefatos foram descobertos na área nuclear olmeca. Porém, o facto de a civilização olmeca ter desaparecido cerca do século IV a.C., isto é, vários séculos antes da mais antiga data em contagem longa que se conhece, é um argumento contra a origem olmeca.
A contagem longa requeria o uso do zero no seu sistema numérico vigesimal. Um glifo com aspecto de uma concha --    -- era usado como um símbolo do zero nas datas em contagem longa, a segunda mais antiga das quais, na estela C de Tres Zapotes, contém uma data correspondente a 32 a.C.. Este glifo é uma das mais antigas utilizações do conceito de zero na História.
A descoberta de um artefacto olmeca composto de hematite apetrechado com uma marca de mira, que se mostrou experimentalmente ser totalmente operacional como bússola, levou o astrónomo estado-unidense John Carlson, após a datação do artefato pelo método do carbono 14, a propor que "os olmecas poderão ter descoberto e utilizado a bússola (...) antes de 1000 a.C."

### Esportes
Os olmecas, cujo nome significa "povo de borracha" na língua náuatle dos astecas, são fortes candidatos ao título de inventores do jogo de bola mesoamericano, tão disseminado entre as culturas mesoamericanas posteriores e utilizado com propósitos recreativos e religiosos. Uma dúzia de bolas de borracha datando de 1600 a.C. foram encontradas em El Manatí, um paul sacrificial olmeca situado dez quilómetros para leste de San Lorenzo Tenochtitlán. Estas bolas precedem o mais antigo campo de jogo de bola mesoamericano que se conhece descoberto em Paso de la Amada e datando de cerca de 1400 a.C.. O facto de estas bolas terem sido encontradas juntamente com outros objetos rituais, incluindo cerâmica e machados de jadeíte, indica que mesmo nesta data tão antiga o jogo de bola possuía conotações religiosas e rituais.

### Arte

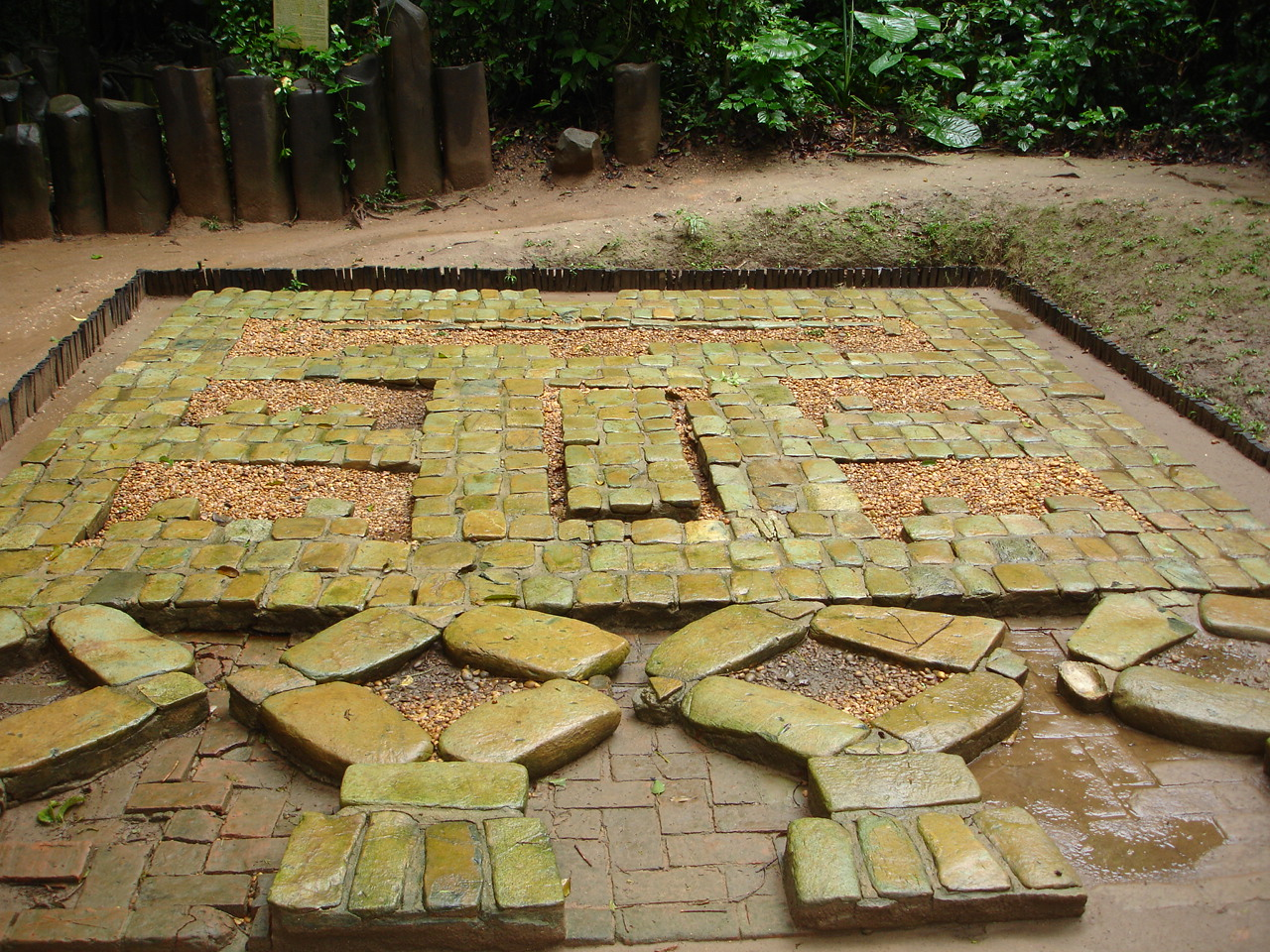
Mosaico olmeca encontrado em La Venta

As principais formas artísticas olmecas que sobreviveram ao passar dos séculos são a estatuária monumental e pequenas obras em jade. Muita da arte olmeca é altamente estilizada e usa uma iconografia que reflete um significado religioso. Contudo, alguma arte olmeca é surpreendentemente naturalista, exibindo uma precisão relativamente à anatomia humana provavelmente apenas igualada na América pré-colombiana pela melhor arte maia da era clássica. Motivos comuns incluem bocas descaídas e olhos mongólicos, ambos vistos como representações dos jaguares-homens. Além de temas humanos, os artesãos olmecas dedicavam-se à representações de animais, por exemplo, as vasilhas em forma de peixe e de ave na galeria abaixo. Enquanto as figuras olmecas são encontradas abundantemente em sítios datados de todo o período formativo, são os monumentos em pedra como as cabeças colossais a imagem de marca da cultura olmeca. Estes monumentos podem ser divididos em quatro classes: cabeças colossais; "altares" retangulares ou, mais provavelmente, tronos; escultura, como os "gémeos" de El Azuzul ou do monumento 1 de San Martín Pajapan e estelas. Estes monumentos foram de um modo geral criados mais tarde que os tipos anteriores. Com o tempo evoluíram de simples representações de figuras, como o Monumento 19 ou a Estela 1 de La Venta, para representações de acontecimentos históricos, sobretudo atos de legitimação de governantes. Esta tendência culminaria nos monumentos pós-olmecas como a Estela 1 de La Mojarra, a qual combina imagens de governantes com escrita e datas de calendário.

#### Cabeças colossais

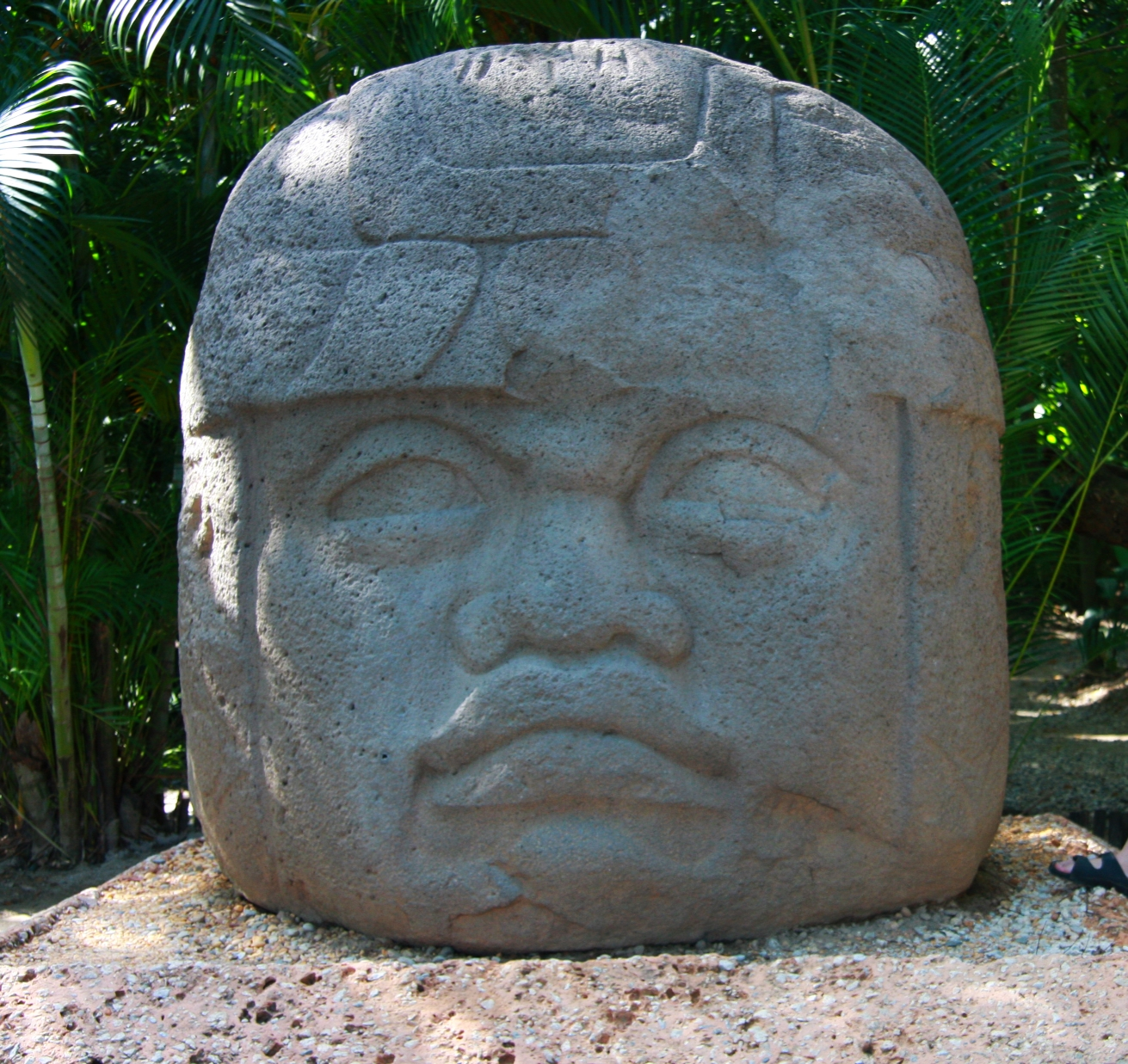
Monumento 1, uma das quatro cabeças colossais encontradas em La Venta, com altura aproximada de 3 metros

O aspecto da civilização olmeca mais largamente reconhecido, são as enormes cabeças, cobertas com o que parecem ser capacetes. Uma vez que nenhum texto pré-colombiano os explica, este monumentos impressionantes têm sido objeto de muita especulação. Antes consideradas representações de jogadores do jogo de bola, é atualmente aceite que estas cabeças são retratos de governantes. São 17 as cabeças colossais desenterradas até hoje. Relativamente ao seu tamanho, as cabeças variam desde a cabeça de Rancho La Cobata com 3,4 metros de altura, até ao par de Tres Zapotes, com 1,47 metros de altura. Estima-se que as cabeças maiores pesem mais de 20 toneladas.
As cabeças foram talhadas a partir de blocos individuais de basalto oriundos da Sierra de los Tuxtlas. As cabeças de Tres Zapotes foram esculpidas em basalto do Cerro el Vigía, na extremidade oriental dos Tuxtlas. Por outro lado, as cabeças de San Lorenzo e de La Venta, foram provavelmente talhadas em basalto proveniente do Cerro Cintepec, no lado sudeste dos Tuxtlas, talvez nas oficinas do sítio vizinho de Llano del Jícaro, e arrastadas ou levadas por rio até ao seu destino final. Foi estimado que seriam necessários os esforços de 1500 pessoas durante três a quatro meses para deslocar uma cabeça colossal desta forma. Algumas das cabeças, bem como muitos outros monumentos, foram mutiladas, enterradas e desenterradas, recolocadas em novos locais e/ou reenterradas. Sabe-se que alguns monumentos, e pelo menos duas cabeças, foram recicladas ou novamente talhadas, mas não se sabe se tal se deve apenas à escassez de pedra ou se tais actos tinham conotações rituais ou outras. Suspeita-se igualmente que o significado de algumas das mutilações vai além da mera destruição, mas alguns estudiosos não excluem conflitos internos, ou de forma menos provável uma invasão, como estando na origem destas mutilações.
As feições das cabeças (nomeadamente as faces planas e os lábios grossos) têm sido causa de debate devido à sua aparente semelhança com características faciais africanas. Baseando-se nesta comparação, alguns têm insistido que os olmecas eram africanos que migraram para o Novo Mundo. Porém, os principais estudiosos da Mesoamérica actualmente rejeitam esta hipótese, e oferecem outras explicações possíveis para as características das faces das cabeças colossais. Outros fazem notar que, além do nariz achatado e dos lábios grossos, as cabeças exibem dobras epicânticas tipicamente asiáticas, e que todos estes traços faciais podem ainda hoje ser encontrados nos indígenas mesoamericanos actuais.[carece de fontes?]

### Religião e mitologia

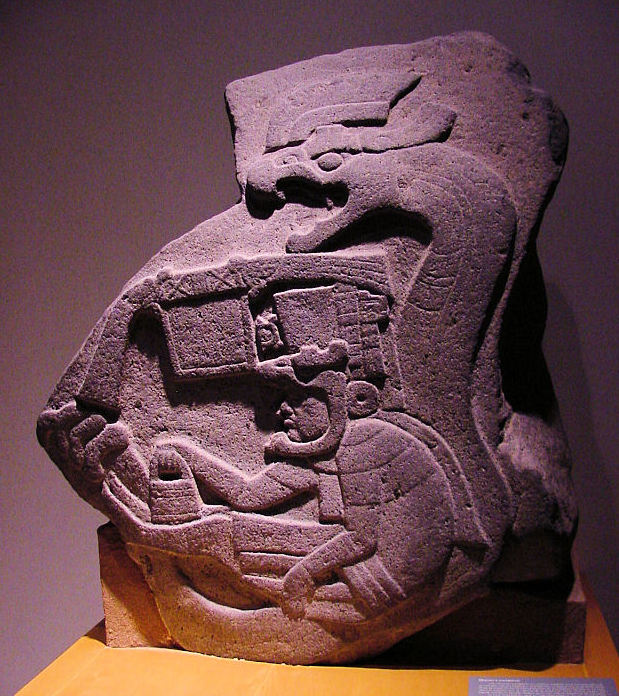
Monumento 19, de La Venta (1200–400 a.C.), a representação mais antiga conhecida de uma serpente emplumada na Mesoamérica.

As atividades religiosas olmecas eram levadas a cabo por uma combinação de governantes, sacerdotes a tempo inteiro, e xamãs. Os governantes eram provavelmente as mais importantes figuras religiosas, e as suas ligações às divindades e seres sobrenaturais olmecas dariam legitimidade ao seu poder. Existem também  consideráveis da existência de xamãs nos registos arqueológicos olmecas, particularmente as chamadas figuras de transformação.
Não existem na mitologia olmeca quaisquer documentos comparáveis ao Popol Vuh da mitologia maia, e portanto qualquer exposição sobre a mitologia olmeca assentará sempre sobre interpretações de arte monumental e portátil que chegou até aos nossos dias (como a figuras de Las Limas, à direita), bem como em comparações com outras mitologias mesoamericanas. A arte olmeca mostra que divindades como a Serpente Emplumada e o Espírito da Chuva já existiam no panteão mesoamericano dos tempos olmecas.

#### Sangrias e sacrifícios

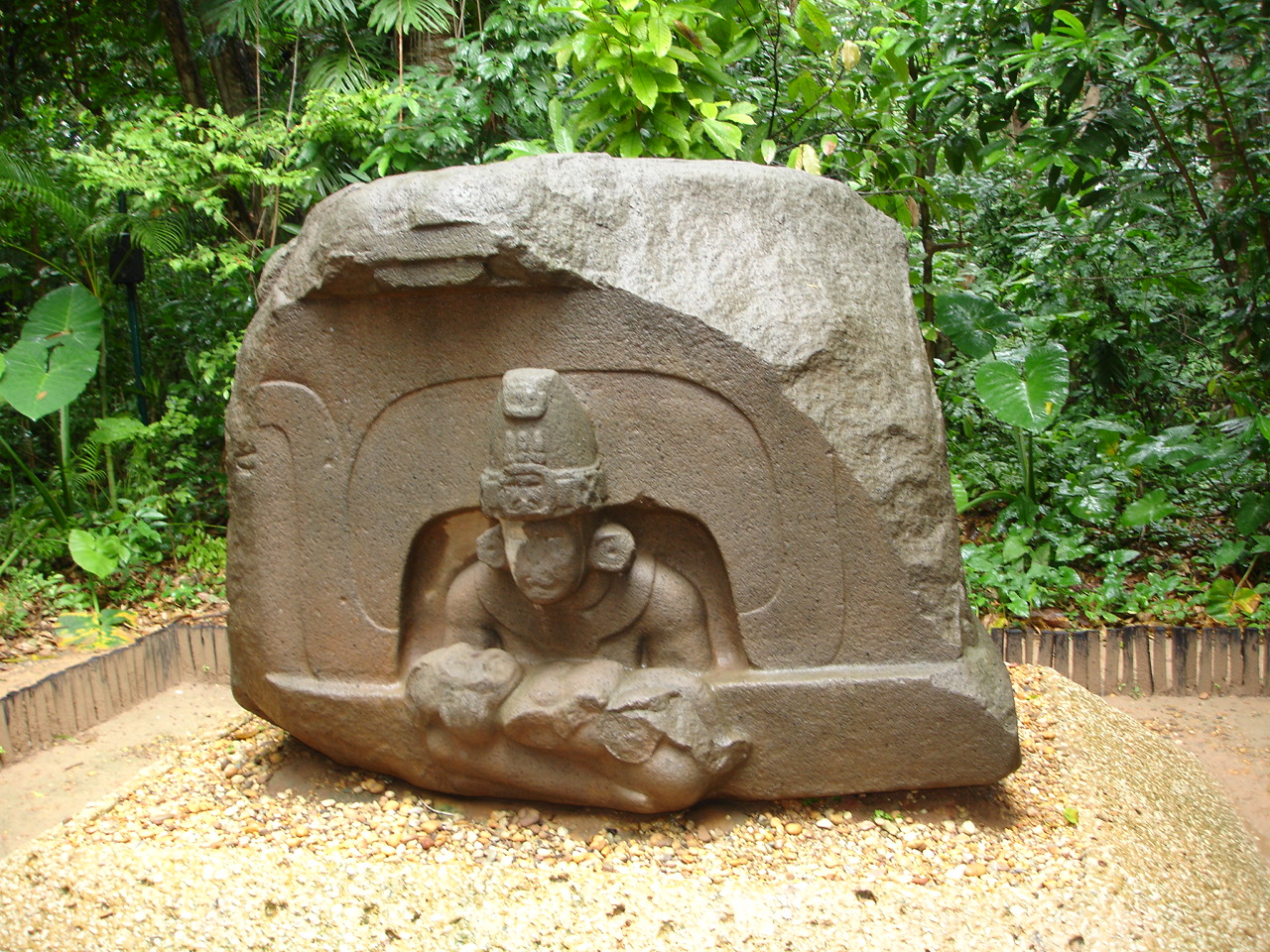
Altar 5 de La Venta. O bebêjaguar-homem inerte segurado pela figura central é visto por alguns como uma indicação do sacrifício de crianças

Existem fortes evidências da prática de sangrias ou autossacrifícios entre os olmecas. Têm sido encontrados numerosos espigões de raia e espinhos de agave, naturais e feitos de cerâmica, no registo arqueológico da área nuclear olmeca. O argumento segundo o qual os olmecas instituíram os sacrifícios humanos é bastante mais especulativo. Não foram, até ao momento, encontrados objetos sacrificiais olmecas ou com influência olmeca e tão pouco se conhecem obras de arte olmecas que mostrem de forma inequívoca vítimas sacrificiais (semelhantes, por exemplo, aos danzantes de Monte Albán ou a cenas de sacrifícios humanos como as que podem ser vistas no famoso mural do campo de jogo de bola de El Tajín).
Contudo, no sítio de El Manatí, foram descobertos, juntamente com outras oferendas crânios, fémures e esqueletos completos de recém-nascidos e fetos, o que deu azo à especulação sobre sacrifícios de crianças. No entanto, não é ainda conhecida a forma como estas crianças terão sido mortas. Alguns autores também associam o sacrifício de crianças com obras de arte ritual olmeca onde se vêem bebés de jaguar-homem coxeando, como no Altar 5 de La Venta (à direita) ou na figura de Las Limas.

### Organização social e política

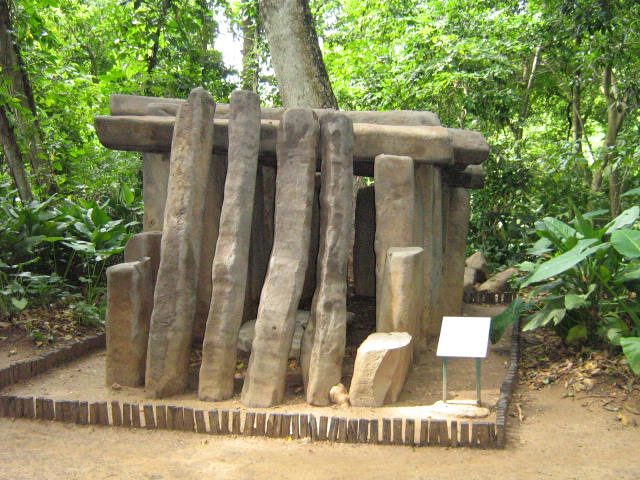
Uma tumba olmeca

São poucos os conhecimentos obtidos de forma direta sobre as estruturas social e política da sociedade olmeca. Embora a maioria dos estudiosos assuma que as cabeças colossais e outras esculturas são representações de governantes, não existe nada semelhante às estelas maias (ver desenho), onde são referidos os nomes de governantes específicos e as datas em que governaram. Como tal, os arqueólogos dependem dos dados que possuem, tais como os levantamentos de sítios arqueológicos feitos em várias escalas. Ocorre uma centralização considerável no interior da área nuclear olmeca, primeiro em San Lorenzo e depois em La Venta. Nenhum outro sítio da área nuclear olmeca se aproxima destes dois em termos de dimensão e qualidade da arquitetura e escultura. Por exemplo Diehl, refere-se a San Lorenzo e La Venta como "Cidades Reais e Rituais".
Esta centralização demográfica leva os arqueólogos a propor que de um modo geral a sociedade olmeca era também ela mesma altamente centralizada, com uma estrutura fortemente hierarquizada, concentrada inicialmente em San Lorenzo e mais tarde em La Venta, com uma elite capaz de utilizar o seu controlo sobre materiais como a pedra para monumentos e água para exercer a liderança e legitimar o seu regime. Porém, duvida-se que mesmo durante os seus apogeus San Lorenzo e La Venta tenham controlado toda a área nuclear olmeca, apesar da sua dimensão. Existem algumas dúvidas, por exemplo, sobre se La Venta controlava Arroyo Sonso, situado apenas a 35 km de distância. Estudos sobre os assentamentos dos Montes Tuxtlas, a cerca de 60 km de distância, indicam que esta área era constituída de comunidades mais ou menos igualitárias fora do controle dos centros das terras baixas.

### Vida nas aldeias e dieta

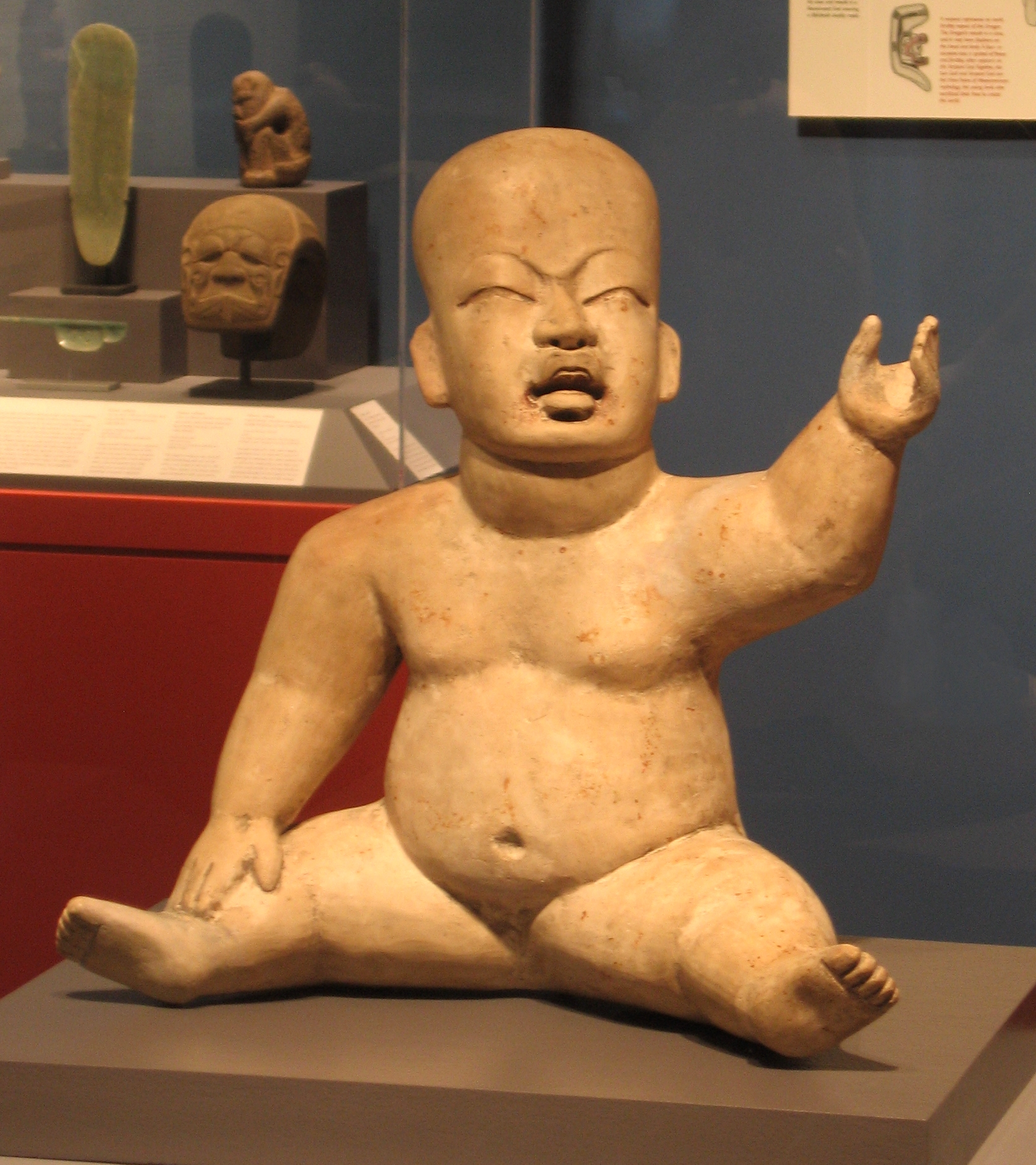
Escultura olmeca representando um bebê

Apesar da sua dimensão, San Lorenzo e La Venta eram sobretudo centros cerimoniais, e a vasta maioria dos olmecas vivia em pequenas aldeias semelhantes às actualmente existentes em Tabasco e Veracruz. Estas aldeias encontravam-se situadas em terrenos mais elevados e consistiam de várias casas dispersas. Às aldeias maiores poderia estar associado um templo modesto. As habitações individuais consistiriam de uma casa, um anexo associado, e uma ou mais covas de armazenagem. Um quintal próximo era utilizado para cultivar ervas medicinais e aromáticas e para pequenas colheitas como o girassol domesticado. Árvores de fruto como o abacateiro e o cacaueiro, provavelmente estavam disponíveis nas proximidades.
Apesar das margens dos rios serem utilizadas para a plantação de colheitas entre os períodos de cheias, provavelmente os olmecas praticavam também a agricultura de roça para limpar matas e arbustos, e para obter novos campos de cultivo quando os antigos se encontravam esgotados. Os campos de cultivo situavam-se no exterior da aldeia e neles cresciam milho, feijão, abóboras, mandioca, batata-doce, bem como o algodão. Com base no estudo de duas aldeias nos Montes Tuxtlas sabe-se que o cultivo do milho tornou-se progressivamente mais importante na dieta olmeca, apesar da dieta ter permanecido bastante variada.
Os frutos e vegetais eram complementados com peixe, tarataruga, cobras e moluscos obtidos nos rios vizinhos, e por caranguejos e marisco nas áreas costeiras. Outras fontes de alimento eram as aves e animais como pecaris, gambás, guaxinins, coelhos e veados.

## História do estudo da cultura olmeca

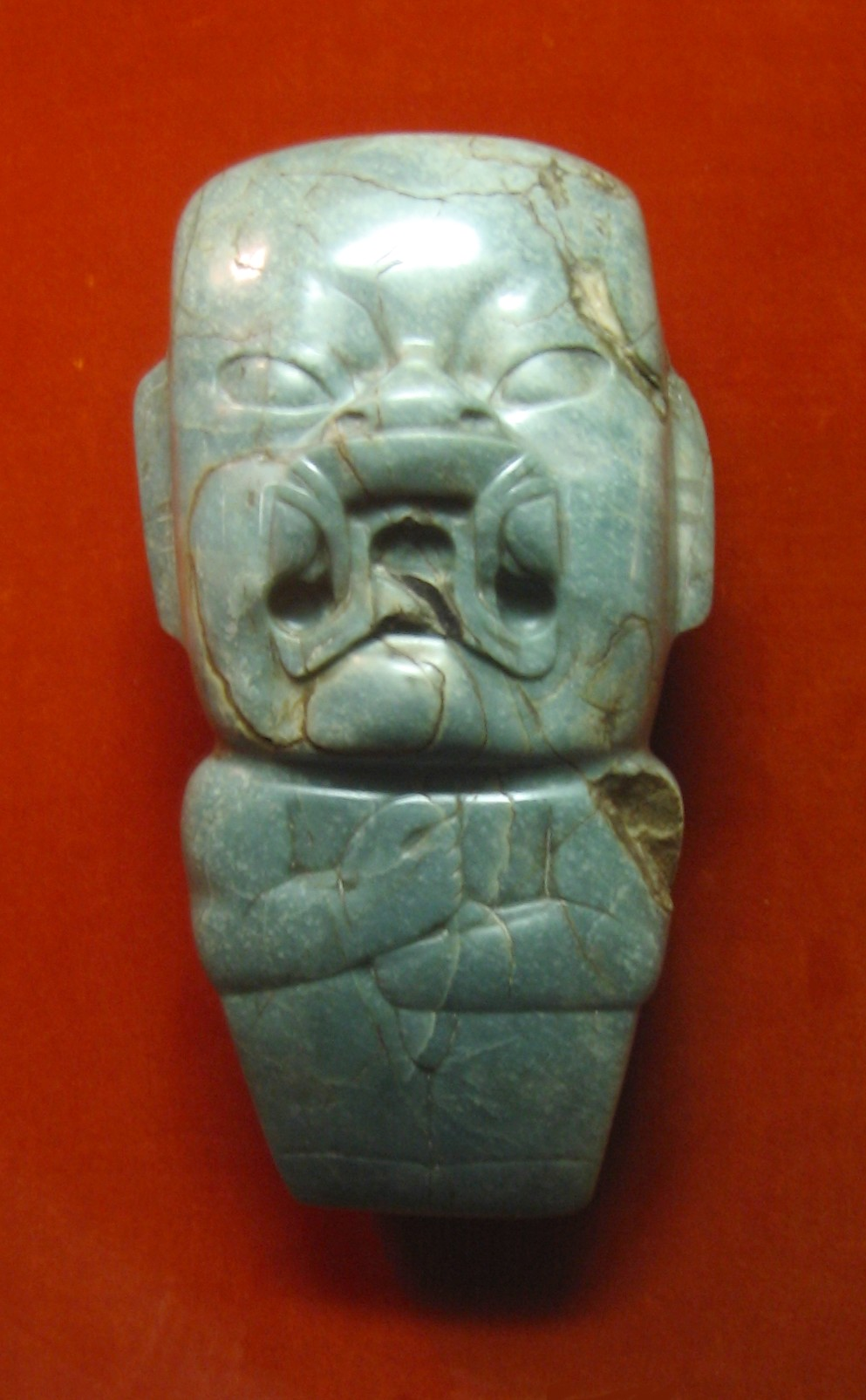
O machado de jade Kunz, inicialmente descrito por George Kunz em 1890. Apesar da forma de machado, com uma aresta ao longo da parte inferior, não é provável que este artefato fosse utilizado fora de rituais.
Altura: 28 cm.

A cultura olmeca era desconhecida dos historiadores até meados do século XIX. Em 1862 a descoberta fortuita de uma cabeça colossal próximo de Tres Zapotes, Veracruz por José Melgar y Serrano, tornou-se a primeira redescoberta significativa de artefaos olmecas. Na segunda metade do século XIX, vieram a lume artefatos como o Machado de Kunz (à direita) que foram identificados como pertencentes a uma tradição artística única. Frans Blom e Oliver La Farge fizeram as primeiras descrições detalhadas de La Venta e do Monumento 1 de San Martin Pajapan durante a sua expedição de 1925. No entanto, por esta altura a maioria dos arqueólogos estavam convencidos que os olmecas eram contemporâneos dos maias - mesmo Blom e La Farge estavam, nas suas próprias palavras, "inclinados a incluí-los na cultura maia".
Matthew Stirling da Smithsonian Institution efetuou as primeiras escavações científicas e detalhadas de sítios olmecas nas décadas de 1930 e 1940. Stirling, juntamente com o historiador de arte Miguel Covarrubias, ficaram convencidos de que os olmecas precediam a maioria das outras civilizações mesoamericanas conhecidas. Porém, em contraposição a Stirling, Covarrubias e Alfonso Caso, os maianistas Eric Thompson e Sylvanus Morley, sugeriam que os artefatos olmecas datavam do período clássico. A questão da cronologia olmeca chegou ao fim durante uma conferência havida em Tuxtla Gutiérrez em 1942, quando Alfonso Caso declarou que os olmecas eram a "cultura mãe" da Mesoamérica.